# Gmina Tuczno
Die Gmina Tuczno (Gemeinde Tütz) ist eine Stadt-und-Land-Gemeinde (gmina miejsko-wiejska) in der polnischen Woiwodschaft Westpommern. Hauptsitz ist die Stadt Tuczno. Die Gemeinde ist Partnergemeinde der brandenburgischen Gemeinde Märkische Heide.
Mit einer Fläche von fast 250 km² macht die Gemeinde 17,7 % der Fläche des gesamten Powiat Wałecki (Kreis Deutsch Krone) aus. Einwohnerzahlenmäßig steht sie bei 4871 Einwohnern an 79. Stelle in der Woiwodschaft.

## Geographie

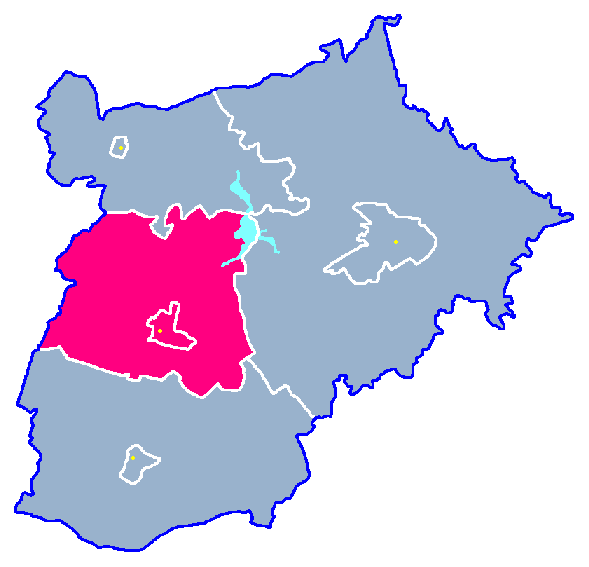
Lage der Gemeinde im Powiat Wałecki

Die Gemeinde liegt im Westen des Powiat Wałecki, der selbst im Nordosten der Woiwodschaft Westpommern liegt. Es liegt im Zentrum der Kroner Seenplatte.
Nachbargemeinden von Tuczno sind:
- Człopa (Schloppe), Mirosławiec (Märkisch Friedland) und Wałcz (Deutsch Krone) im Powiat Wałecki (Kreis Deutsch Krone),
- Drawno (Neuwedell) im Powiat Choszczeński (Kreis Arnswalde),
- Kalisz Pomorski (Kallies) im Powiat Drawski (Kreis Dramburg).

## Verwaltung
Im Gemeindegebiet gibt es zwei Postleitzahlen-Regionen:
- Tuczno = 78-640
- Lubiesz = 78-641

## Gemeindegliederung
Zur Gmina Tuczno gehören dreizehn Schulzenämter bei insgesamt zwanzig Ortschaften:
- Ortsteile:

| - Jamienko (Königsgnade) - Jeziorki (Schulzendorf) - Lubiesz (Lubsdorf) - Marcinkowice (Marzdorf) - Martew (Marthe) - Miłogoszcz (Mehlgast) - Nowa Studnica (Neu Stüdnitz) | - Płociczno (Spechtsdorf) - Próchnówko (Neu Prochnow) - Rusinowo (Ruschendorf) - Rzeczyca (Knakendorf) - Strzaliny (Strahlenberg) - Tuczno (Tütz). |

- Übrige Ortschaften:
- Bytyń (Böthin), Krępa Krajeńska (Crampe), Lubow (Lubshof), Mączno (Emilienthal), Ponikiew (Neuvorwerk), Tuczno Drugie, Tuczno Pierwsze, Tuczno Trzecie, Wrzosy (Schulenberg), Zdbowo (Stibbe) und Złotowo (Flathe).

## Verkehr

### Straßen
Die Gmina Tuczno wird in Nord-Süd-Richtung von der Woiwodschaftsstraße 177 durchzogen, die von Czaplinek (Tempelburg) und Mirosławiec (Märkisch Friedland) kommend nach Człopa (Schloppe) und Wieleń (Filehne) weiterführt.
Am Südostrand bei Rusinowo (Ruschendorf) berührt die polnische Landesstraße 22 (Deutschland/Kostrzyn nad Odrą – Grzechotki/Russland) das Gemeindegebiet und ersetzt die ehemalige deutsche Reichsstraße 1 (Aachen – Berlin – Königsberg (Preußen) – Eydtkuhnen). Hier zweigt auch die Woiwodschaftsstraße 179 ab und stellt eine Verbindung nach Piła (Schneidemühl) her.

### Schienen
Eine Bahnanbindung besteht im Gemeindegebiet seit dem Jahr 2012 wieder. 1888 war Tuczno mit der Strecke Schneidemühl–Deutsch Krone–Kallies an das Bahnnetz angeschlossen worden, 1895 folgte die Strecke über Kallies nach Stargard in Pommern. Sie wurde als PKP-Strecke 403 anfangs noch zwischen Piła (Schneidemühl) und Ulikowo (Wulkow) weiter betrieben, dann 2000 eingestellt und 2012 wiedereröffnet. Im Gemeindegebiet gibt es die Bahnstationen Tuczno (bahnoffiziell: Tuczno Krajeńskie) und Jeziorki (Jeziorki Wałecki).